# Le 13e Hussards

Hussard français servant sous Napoléon III (1860)

Le 13e Hussards (sous-titré Types, profils, esquisses et croquis militaires... à pied et à cheval) est un roman historique de l'écrivain français Émile Gaboriau, écrit en 1861. C'est ainsi une de ses premières œuvres, avec Les Cotillons célèbres.

## Résumé
Le 13e Hussards aborde le thème de l'engagement dans l'armée française de la deuxième moitié du XIXe siècle et plus particulièrement la vie chez les hussards. L'ouvrage fait référence au 13e régiment de hussards.

## Éditions
- 1861 : édition originale, éd. Dentu, Paris.

Il y eut de nombreuses rééditions au cours des décennies 1860 et 1870. 1872 marquait la dix-neuvième édition du livre et 1879, la vingt-troisième.
Le Projet Gutenberg a publié son édition numérique en 2014.